# Африканский вишнёвый апельсин
Африка́нский вишнёвый апельси́н (лат. Citropsis articulata) — небольшое дерево семейства Рутовые, эндемик Центральной и Западной Африки.
Даёт маленькие съедобные плоды размером с мандарин, используемые как продукт питания и лекарственное сырьё. В Уганде его корень рассматривается как афродизиак, что научно не подтверждено.